# Penny Oleksiak
Penelope "Penny" Oleksiak, född 13 juni 2000 i Scarborough, Ontario, är en kanadensisk simmare.
Hon är yngre syster till ishockeyspelaren Jamie Oleksiak.

## Karriär

### Olympiska sommarspelen 2020
Oleksiak tog silver tillsammans med Kayla Sanchez, Margaret MacNeil och Rebecca Smith på 4×100 meter frisim vid olympiska sommarspelen 2020 i Tokyo. Därefter tog Oleksiak brons på 200 meter frisim med tiden 1.54,70, vilket var ett nytt personbästa. Det var Oleksiaks sjätte OS-medalj, vilket blev ett nytt rekord över antalet medaljer tagna av en kanadensare vid ett olympiskt sommarspel. Hon blev även delad rekordhållare med Clara Hughes och Cindy Klassen över antalet medaljer tagna vid ett olympiskt spel (vinterspelen inkluderat).
Oleksiak var därefter en del av Kanadas lag på 4×200 meter frisim som slutade på fjärde plats och satte nytt kanadensiskt rekord. Därefter tävlade Oleksiak på 100 meter frisim, där hon tog guld vid föregående OS. Hon slutade på fjärde plats i finalen med tiden 52,59, vilket var nytt personbästa samt nationsrekord. Oleksiak var därefter en del av Kanadas lag som tog brons och satte nytt nationsrekord på 4×100 meter medley. Det var Oleksiaks sjunde medalj och hon avslutade OS 2020 som ensam rekordhållare över flest medaljer tagna av en kanadensare vid ett olympiskt spel.

### 2022
I juni 2022 vid VM i Budapest var Oleksiak en del av Kanadas kapplag som tog silver på 4×100 meter frisim och 4×100 meter mixed frisim samt brons på 4×200 meter frisim och 4×100 meter medley. Hon tog totalt fyra medaljer vid mästerskapet och gick om Ryan Cochrane som den kanadensiska simmaren med flest medaljer vid VM i långbana (totalt nio stycken).